# Guerschon Yabusele
Guerschon Yabusele (Dreux, 17 dicembre 1995) è un cestista francese professionista nella NBA, in Europa e in Cina.

## Carriera
Nel giugno del 2016 è la 16ª scelta assoluta del draft NBA.
Nel luglio 2021 firma un contratto annuale con il Real Madrid Baloncesto che nel gennaio 2022 viene trasformato in triennale fino alla stagione 2024-25.

## Statistiche

### NBA

#### Regular Season
| Anno      | Squadra            | PG  | PT | MP   | TC%  | 3P%  | TL%  | RP  | AP  | PRP | SP  | PP   |
| --------- | ------------------ | --- | -- | ---- | ---- | ---- | ---- | --- | --- | --- | --- | ---- |
| 2017-2018 | Boston Celtics     | 33  | 4  | 7,1  | 42,6 | 32,4 | 68,2 | 1,6 | 0,5 | 0,1 | 0,2 | 2,4  |
| 2018-2019 | Boston Celtics     | 41  | 1  | 6,1  | 45,5 | 32,1 | 68,2 | 1,3 | 0,4 | 0,2 | 0,2 | 2,3  |
| 2024-2025 | Philadelphia 76ers | 70  | 43 | 27,1 | 50,1 | 38,0 | 72,5 | 5,6 | 2,1 | 0,8 | 0,3 | 11,0 |
| Carriera  | Carriera           | 144 | 48 | 16,5 | 48,9 | 36,9 | 71,4 | 3,5 | 1,2 | 0,5 | 0,3 | 6,5  |

#### Playoffs
| Anno     | Squadra        | PG | PT | MP  | TC%  | 3P% | TL%  | RP  | AP  | PRP | SP  | PP  |
| -------- | -------------- | -- | -- | --- | ---- | --- | ---- | --- | --- | --- | --- | --- |
| 2018     | Boston Celtics | 12 | 0  | 4,0 | 11,1 | 0,0 | 40,0 | 0,9 | 0,3 | 0,2 | 0,0 | 0,3 |
| 2019     | Boston Celtics | 4  | 0  | 3,5 | 50,0 | 0,0 | 57,1 | 0,5 | 0,3 | 0,0 | 0,3 | 2,0 |
| Carriera | Carriera       | 16 | 0  | 3,9 | 23,1 | 0,0 | 50,0 | 0,8 | 0,3 | 0,1 | 0,1 | 0,8 |

### G League
| Anno      | Squadra         | PG | PT | MP   | TC%  | 3P%  | TL%  | RP   | AP  | PRP | SP  | PP   |
| --------- | --------------- | -- | -- | ---- | ---- | ---- | ---- | ---- | --- | --- | --- | ---- |
| 2016-2017 | Maine Red Claws | 2  | 1  | 26,8 | 64,7 | 66,7 | 91,7 | 10,0 | 1,0 | 0,5 | 0,0 | 18,5 |
| 2017-2018 | Maine Red Claws | 14 | 13 | 35,4 | 48,8 | 36,4 | 80,0 | 7,9  | 2,7 | 1,1 | 1,9 | 20,3 |
| 2018-2019 | Maine Red Claws | 1  | 1  | 27,6 | 42,9 | 16,7 | 75,0 | 4,0  | 2,0 | 1,0 | 0,0 | 16,0 |
| Carriera  | Carriera        | 17 | 15 | 34,0 | 49,6 | 37,0 | 81,6 | 7,9  | 2,5 | 1,1 | 1,4 | 19,8 |

### Eurolega
| Anno       | Squadra     | PG  | PT | MP   | TC%  | 3P%  | TL%  | RP  | AP  | PRP | SP  | PP   |
| ---------- | ----------- | --- | -- | ---- | ---- | ---- | ---- | --- | --- | --- | --- | ---- |
| 2019-2020  | ASVEL       | 2   | 1  | 23,0 | 42,9 | 40,0 | -    | 3,5 | 0,0 | 2,5 | 1,0 | 8,0  |
| 2020-2021  | ASVEL       | 30  | 26 | 25,1 | 46,5 | 38,4 | 71,4 | 4,2 | 1,2 | 0,8 | 0,6 | 11,0 |
| 2021-2022  | Real Madrid | 36  | 34 | 27,6 | 50,2 | 40,2 | 78,9 | 4,8 | 1,5 | 1,0 | 0,2 | 11,9 |
| 2022-2023† | Real Madrid | 29  | 16 | 23,8 | 51,0 | 42,1 | 71,0 | 4,0 | 1,3 | 0,8 | 0,3 | 9,7  |
| 2023-2024  | Real Madrid | 27  | 13 | 23,6 | 56,6 | 46,1 | 86,8 | 4,9 | 1,0 | 0,8 | 0,2 | 10,5 |
| Carriera   | Carriera    | 124 | 90 | 25,2 | 50,4 | 41,1 | 77,0 | 4,4 | 1,3 | 0,9 | 0,3 | 10,8 |

## Palmarès
- Campionato francese: 1

ASVEL: 2020-2021
- Campionato spagnolo: 2

Real Madrid: 2021-2022, 2023-2024
- Coppa di Francia: 1

ASVEL: 2020-2021
- Copa del Rey: 1

Real Madrid: 2024
- Supercoppa spagnola: 3

Real Madrid: 2021, 2022, 2023
- Eurolega: 1

Real Madrid: 2022-2023

### Nazionale
- Olimpiadi

 Tokyo 2020
 Parigi 2024
- Campionato europeo maschile di pallacanestro 2022:

 Germania 2022